# Lijst van voetbalinterlands Roemenië - Rusland
Deze lijst van voetbalinterlands is een overzicht van alle officiële voetbalwedstrijden tussen de nationale teams van Roemenië en Rusland. De landen speelden tot op heden twee keer tegen elkaar, te beginnen met een vriendschappelijke wedstrijd in Boekarest op 26 maart 2008. Het laatste duel, eveneens een vriendschappelijke wedstrijd, vond plaats op 15 november 2016 in Grozny.

## Wedstrijden
| № | Plaats    | Datum            | Competitie        | Wedstrijd          | Uitslag |
| - | --------- | ---------------- | ----------------- | ------------------ | ------- |
| 1 | Boekarest | 26 maart 2008    | Vriendschappelijk | Roemenië – Rusland | 3 – 0   |
| 2 | Grozny    | 15 november 2016 | Vriendschappelijk | Rusland – Roemenië | 1 – 0   |

## Samenvatting
| Competitie        | Totaal gespeeld | Winst Roemenië | Gelijk | Winst Rusland | Doelsaldo Roemenië – Rusland |
| ----------------- | --------------- | -------------- | ------ | ------------- | ---------------------------- |
| Vriendschappelijk | 2               | 1              | 0      | 1             | 3 − 1                        |
| Totaal            | 2               | 1              | 0      | 1             | 3 − 1                        |

## Details

### Eerste ontmoeting
| Vriendschappelijk (Boekarest, Roemenië, 26 maart 2008): |              | |
| Roemenië | 3 – 0        | Rusland |
| Ciprian Marica 45' Daniel Niculae 60' Marius Niculae 75' | goals        | |
| Victor Pițurcă | bondscoach   | Guus Hiddink |
| Marius Popa 89' Cosmin Contra 71' Gabriel Tamaș 35' Dorin Goian Răzvan Raț 87' Florentin Petre 62' Răzvan Cociș 85' Mirel Rădoi Cristian Chivu 46' Ciprian Marica 46' Adrian Mutu 46' | opstellingen | Igor Akinfejev Aleksandr Anjoekov 65' Vasili Berezoetski Sergej Ignasjevitsj Aleksej Berezoetski Vladimir Bystrov Roman Sjirokov Igor Semsjov 61' Dinijar Biljaletdinov Joeri Zjirkov 60' Roman Adamov |
| Ovidiu Petre 35' Daniel Niculae 46' Marius Niculae 46' Nicolae Dică 46' Bănel Nicoliță 62' George Ogăraru 71' Marian Aliuţă 85' László Sepsi 87' Răzvan Stanca 89'                    | wissels      | 60' Roman Pavljoetsjenko 61' Dmitri Torbinski 65' Dmitri Sytsjov |

### Tweede ontmoeting
| Vriendschappelijk (Grozny, Rusland, 15 november 2016): |              | |
| Rusland | 1 – 0        | Roemenië |
| Magomed Ozdojev 90+3' | goals        | |
| Stanislav Tsjertsjesov | bondscoach   | Christoph Daum |
| Igor Akinfejev Fjodor Koedrjasjov 84' Andrey Semyonov Ilya Kutepov Joeri Zjirkov 46' Aleksandr Samedov Denis Gloesjakov Roman Zobnin Pavel Mogilevets 68' Aleksej Mirantsjoek 61' Aleksandr Kokorin | opstellingen | Costel Pantilimon Cristian Săpunaru 66' Iasmin Latovlevici 90+1' Dragoș Grigore Andrei Prepeliță Gabriel Enache Răzvan Marin Dorin Rotariu 83' Gheorghe Grozav Florin Andone 90+2' Bogdan Stancu |
| Magomed Ozdojev 46' Dmitry Poloz 61' Aleksandr Jerochin 68' Ivan Novoseltsev 84' | wissels      | 66' Steliano Filip 83' Adrian Popa 90+1' Bogdan Țîru 90+2' Dragoș Nedelcu |
| | gele kaarten | 71' Andrei Prepeliță |
| - Debuut van Bogdan Țîru en Dragoș Nedelcu (beiden Viitorul Constanța) voor Roemenië. |              | |